# Flå
Pour les articles homonymes, voir FLA.
Flå est une municipalité du comté de Buskerud en Norvège.